# Phaenochitonia clarissa
Phaenochitonia clarissa är en fjärilsart som beskrevs av Sharpe 1890. Phaenochitonia clarissa ingår i släktet Phaenochitonia och familjen Riodinidae. Inga underarter finns listade i Catalogue of Life.